# Pirregő tücskök
A pirregő tücskök (Oecanthinae), népies nevén őszi féreg, az egyenesszárnyúak (Orthroptera) rendjében a valódi tücskök(Gryllidae) egyik alcsaládja.

## Megjelenésük, felépítésük
Szárnyaik elfedik potrohukat. A csápjaik hosszúak, ugrólábaik erőteljesek. Szárnyuk csak hangadásra alkalmas. Repülni nem tudnak.

## Életmódjuk, élőhelyük
Az imágók alapvetően ragadozók; növényi táplálékra ritkán fanyalodnak. Peterakás idején azonban károkat okoznak, mert a szőlő venyigéjét megfurkálják, „furulya-lyukassá” teszik. A hímek jellegzetessége a ciripelés, amely stridulációval történik. Szárnyaikat a testükhöz képest kilencven fokkal felemelik és oldalirányban rezegtetve adják a ciripelő hangot. A hang magasságát változtatni tudják. Éjszaka ciripelnek július közepétől szeptember közepéig, de borultabb napokon néha nappal is megszólalnak.

## Rendszerezésük és ismertebb fajok
Az alcsaládot két nemzetségre és tovább egy, nemzetségbe nem sorolt nemre osztják.
1. Oecanthini (Saussure, 1877) három nemmel:
- - Oecanthodes (Toms & Otte, 1988)
  - Oecanthus (Serville, 1831)
    - pirregőtücsök (Oecanthus pellucens)

  - Viphyus (Otte, 1988)

2. Xabeini (Vickery & Kevan, 1983) nemzetség két nemcsoporttal:
- Prognathogryllus (Zimmerman, 1948) nemcsoport három nemmel:
  - Leptogryllus
  - Prognathogryllus
  - Thaumatogryllus
- Xabea (Vickery & Kevan, 1983) nemcsoport két nemmel:
  - Neoxabea
  - Xabea

3. Nemzetségen kívül:
- - Paraphasius